# Allen Hatcher
Pour les articles homonymes, voir Hatcher.
Allen Edward Hatcher (né en 1944) est un topologue américain, auteur d'ouvrages de référence en topologie algébrique.

## Biographie
Hatcher est né en 1944 à Indianapolis. Il passe son doctorat en 1971 à l'université Stanford, sous la direction de Hans Samelson (en). Il devient professeur à l'UCLA puis, à partir de 1983, à l'université Cornell.

## Contributions mathématiques
Entre autres contributions, il démontre la conjecture de Smale (en) (Hatcher 1983) et des résultats importants sur les pseudoisotopies (en), la K-théorie, les surfaces et les 3-variétés.

### 3-variétés
Parmi ses résultats sur les 3-variétés, le plus reconnu est peut-être celui sur la classification des surfaces incompressibles (en) dans certaines 3-variétés et leurs pentes frontières. Il a classifié, avec Floyd (en), toutes les surfaces incompressibles de fibrés en tores épointés sur le cercle (Floyd Hatcher 1982) et, avec Thurston, celles des compléments de nœuds rationnels (en) (Hatcher Thurston 1985). En corollaires, cela a fourni de nouveaux exemples de 3-variétés irréductibles non-Haken (en) et non-Seifert et a étendu les techniques et le programme de recherches que Thurston avait commencé à exposer dans les notes rédigées de son cours (en) à Princeton. Hatcher a aussi montré que pour une 3-variété irréductible dont le bord est relativement irréductible et est une réunion de tores, au plus la moitié des pentes frontières possibles sont représentées comme provenant de surfaces essentielles de la variété. Dans le cas où le bord est constitué d'un seul tore, on en déduit que ces pentes sont en nombre fini.
Hatcher fait progresser la théorie des « laminations (en) essentielles » dans les 3-variétés. Il définit la notion d'« incompressibilité dans les bouts », sur laquelle plusieurs de ses étudiants, parmi lesquels Mark Brittenham, Charles Delman et Rachel Roberts, ont obtenu des résultats importants.

### Surfaces
Hatcher et Thurston produisent un algorithme qui donne une présentation du mapping class group d'une surface fermée orientable (Hatcher Thurston 1980). Leur travail s'appuie sur la notion de systèmes de découpage et des mouvements qui les relient.

## Sélection de publications

### Articles
- (en) avec W. Thurston, « A presentation for the mapping class group of a closed orientable surface », Topology, vol. 19, no 3,‎ 1980, p. 221-237 (lire en ligne)
- (en) « On the boundary curves of incompressible surfaces », Pacific J. Math., vol. 99, no 2,‎ 1982, p. 373-377 (lire en ligne)
- (en) avec W. Floyd, « Incompressible surfaces in punctured-torus bundles », Topol. Appl., vol. 13, no 3,‎ 1982, p. 263-282
- (en) avec W. Thurston, « Incompressible surfaces in 2-bridge knot complements », Invent. Math., vol. 79, no 2,‎ 1985, p. 225-246 (lire en ligne)
- (en) « A proof of the Smale conjecture, Diff(S3) ≃ O(4) », Ann. of Math., vol. 117, no 3,‎ 1983, p. 553-607

### Livres publiés
- (en) Algebraic Topology, New York, CUP, 2001, xii+544 (ISBN 978-0-521-79540-1, lire en ligne)

### Livres en préparation
- (en) Vector Bundles and K-Theory (lire en ligne)
- (en) Spectral Sequences in Algebraic Topology (lire en ligne)
- (en) Basic Topology of 3-Manifolds (lire en ligne)